# Anomis catarhodois
Anomis catarhodois är en fjärilsart som beskrevs av Dyar 1914. Anomis catarhodois ingår i släktet Anomis och familjen nattflyn. Inga underarter finns listade i Catalogue of Life.